# Thajská masáž

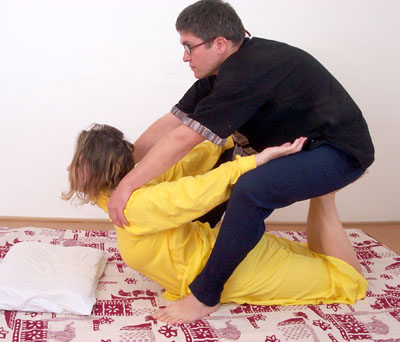
Fotogenické pozice nejsou to nejdůležitější

Thajská masáž (Nuat phaen boran- thajsky - นวดแผนโบราณ „starobylá masáž“) je metodikou práce s tělem spojující prvky akupresury a jógy. Pro velké množství protahovacích manévrů se často používají popisy jako „aplikovaná hatha jóga“ či reklamní název „jóga pro líné“. Termín, popisující umění thajské masáže obraznou formou, je „jógová masáž“.
Z pohledu EBM je thajská masáž kombinace tlakové masáže a pasivních protažení
Přes intenzitu a práci s hlubokými strukturami není tradiční masáž vyčerpávající pro maséra ani pro masírovaného. Vidíte-li dobrého maséra při práci, můžete mít pocit, že tradiční masáž je vlastně meditací.

## Popis techniky

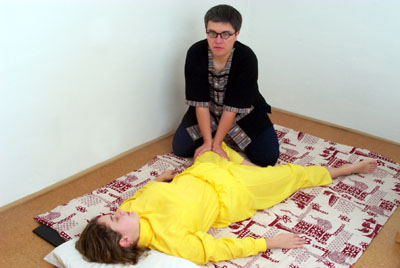
Uvolnění kyčlí

Sestava thajské masáže začíná v uvolněné poloze na zádech s prací na přední části těla. Rytmickým houpavým pohybem masér zpracovává chodidla, pokračuje uvolňující prací na energetických liniích. Sestava vrcholí velkými jógovými ásanami, kterých netrénovaný člověk sám nedosáhne. Masér používá celého těla, ale doteky chodidel či loktů jsou vždy cílené a není používáno násilné manipulace.

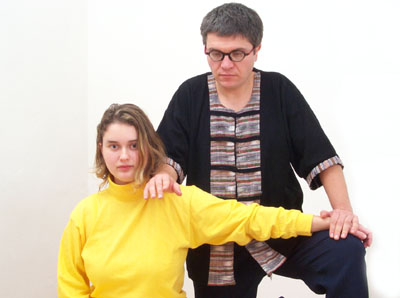
Protahování a tlak zároveň

## Ideový podklad techniky
Představa energetických drah, probíhajících celým tělem je základem tradičního thajského učení. Indický původ a vliv je zřetelný, neboť celá teorie stojí na filosofii jógy. V ní je životní energie (označovaná Prána) přijímána společně s vdechovaným vzduchem a snědeným jídlem. Pomocí sítě energetických linií (Prána Nádi) je lidská bytost napájena životní silou. Energetické linie jsou neviditelné a nedají se anatomicky prokázat. Vytvářejí „druhou kůži“ či další tělo, obalující „hrubé“ tělo fyzické. Energetické tělo (Pranamaya Kosha) je složeno z množství energetických drah; udává se až 72 000. Z této záplavy vybrala thajská masáž 10 hlavních: sib sen, tedy 10 Senů. Zčásti se kryjí s čínskými akupunkturními drahami - meridiány
Tlakové body uložené na drahách lze považovat za jakási „okna“, otevírající se do těla. Jimi se uskutečňuje výměna energií mezi lidským tělem a jeho okolím, nastolující rovnováhu člověka a vesmíru. Poruchy v proudění energie snižují hladinu Prány v těle a vedou k rozvoji onemocnění. Práce na energetických drahách spolu s masáží tlakových bodů odstraňuje blokády, podporuje volný tok Prány a obnovuje návrat zdraví a pocitu pohody.
Z pohledu EBM je thajská masáž kombinace tlakové, bodové a liniové masáže a pasivních protažení

## Trvání
Lidé, navyklí na čtvrt až půlhodinové klasické masáže, budou možná překvapeni délkou thajské masáže. Zkušený masér zvládne kompletní sestavu za přibližně 3 hodiny. Minimální vhodná délka se udává kolem 90 minut. Celotělová sestava se svou vyvážeností vzpírá našemu spěchu. Uvolnění, které práce maséra přináší nelze vychutnat během krátké doby. Masírovaný člověk snadno ztratí pojem o času.

## Meditativní charakter

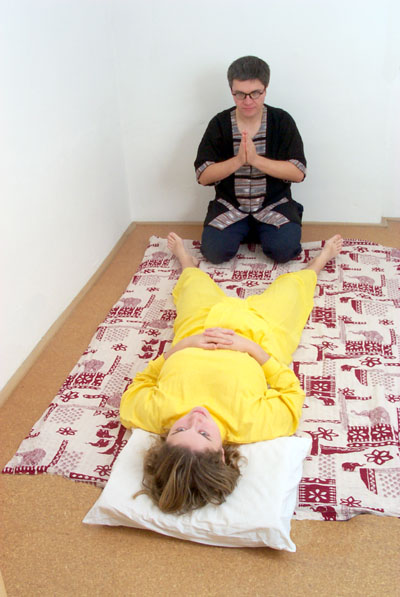
Soustředění- modlitba thajského maséra

Podle thajské trasice masáž začíná meditativní modlitbou. Ta je podmínkou k soustředění mysli na masáž a k udržení bdělého meditačního stavu během práce. Thajští maséři se v této chvíli obracejí k zakladateli umění. Modlitba je prosbou o osvobození pacienta od všech bolestí a nemocí. Prvními doteky přejímá pacient masérovo vyladění a rytmus následující sestavy. Proto je kladena taková důležitost na zklidnění mysli a koncentraci.

## Vhodné využití
- Bolesti zad a svalstva
- Pracovní nebo osobní zátěž, stres, nemožnost účinně relaxovat
- Atletické sporty, tanec, fyzická námaha
- Regenerace, rehabilitace
- Psychosomatická onemocnění

Léčebné použití thajské masáže se neomezuje jen na pohybový systém. Výborné efekty jsou u bolestí zad a hlavy, vyčerpání, stresových poruch a psychosomatických obtíží. Dobré efekty má i na panické poruchy a únavový syndrom.
Thajská masáž není vhodná pro čerstvé poúrazové stavy, pacienty s osteoporózou a křečovými žilami. Opatrnost a určitá omezení sestavy jsou nutná u onemocnění krevního oběhu a v těhotenství.

## Oblečení při masáži
Ti, kteří znají klasickou masáž, jsou zvyklí se částečně či zcela svléknout. V Thajsku je to z tradičních důvodů zcela nemožné. Pacient i masér jsou vždy plně oblečeni, v haleně a kalhotách z hedvábí. V našich podmínkách má mít masírovaný lehký a volný oděv, nevhodné jsou jeansy a silné svetry. Oděv maséra má být obdobný, aby umožnil volný pohyb. Thajská masáž se vždy odehrává na měkké podložce přímo na podlaze. Pro velké protažení nelze použít masážní lehátko.

## Styly a školy
Rozdělení na severní a jižní styl není některými maséry a učiteli uznáváno. Dle jejich tvrzení existuje školní „Wat Po style“. který v minulém století převládl. Původní Nuat phaen boran dle jejich tvrzení vůbec neobsahovala jógové pozice, které se do výuky ve Wat Po dostaly na počátku 20. století.

### „Severní“ styl
- pravděpodobně více provázán s lidovými thajskými maséry,
- mírnější než jižní, důraz je kladen na práci na nohou a energetických drahách,
- charakteristický je rytmus a pomalé plynulé uvolnění,
- vyučuje se v severothajském městě Chiang Mai.

### „Jižní“ styl
- nejvíce rozšířený, oficiální školy používají především tento styl,
- více manipulativní, používá rychlejších pohybů,
- vyučuje se v chrámu Wat Pho v Bangkoku.

V České republice je thajská masáž vyučována ve více střediscích, jsou zprostředkovány i tematické zájezdy do thajských výukových center.